# Башкортостан в годы Гражданской войны
Башкортостан в годы Гражданской войны — период в истории Башкортостана, хронологически связанный с периодом Гражданской войны в России 1917—1922 гг. Изучается социально-экономическое, военное, политическое положение в годы гражданской войны (1917—1920 гг.) на территории современного Башкортостана. К началу Гражданской войны часть территории современного Башкортостана представляла собой национально-территориальную автономию Башкурдистан, провозглашённую 15 ноября 1917 года Башкирским центральным шуро и утверждённую Учредительным съездом Башкурдистана. Были созданы армия, правительство, парламент и местные шуро (органы власти). Башкирское Правительство с 16 ноября 1917 года по 14 февраля 1918 года находилось в Караван-Сарае города Оренбурга. В ходе Гражданской войны высшие органы власти республики в июне-июле 1918 года перемещались в город Челябинск, в августе 1918 года — в Оренбург, после колчаковского переворота с декабря 1918 года — в Темясово.
Отличительной особенностью Гражданской войны в Башкортостане стало участие в ней Башкирского, казахского, татарского национальных движений, а также оренбургского и уральского казачества, нахождением военных действий на больших территориях, включая территорию РБ. Нахождение военных частей на стороне Белой или Красной армий определялось позицией руководства Башкирской автономии.

Малая и Большая Башкирия

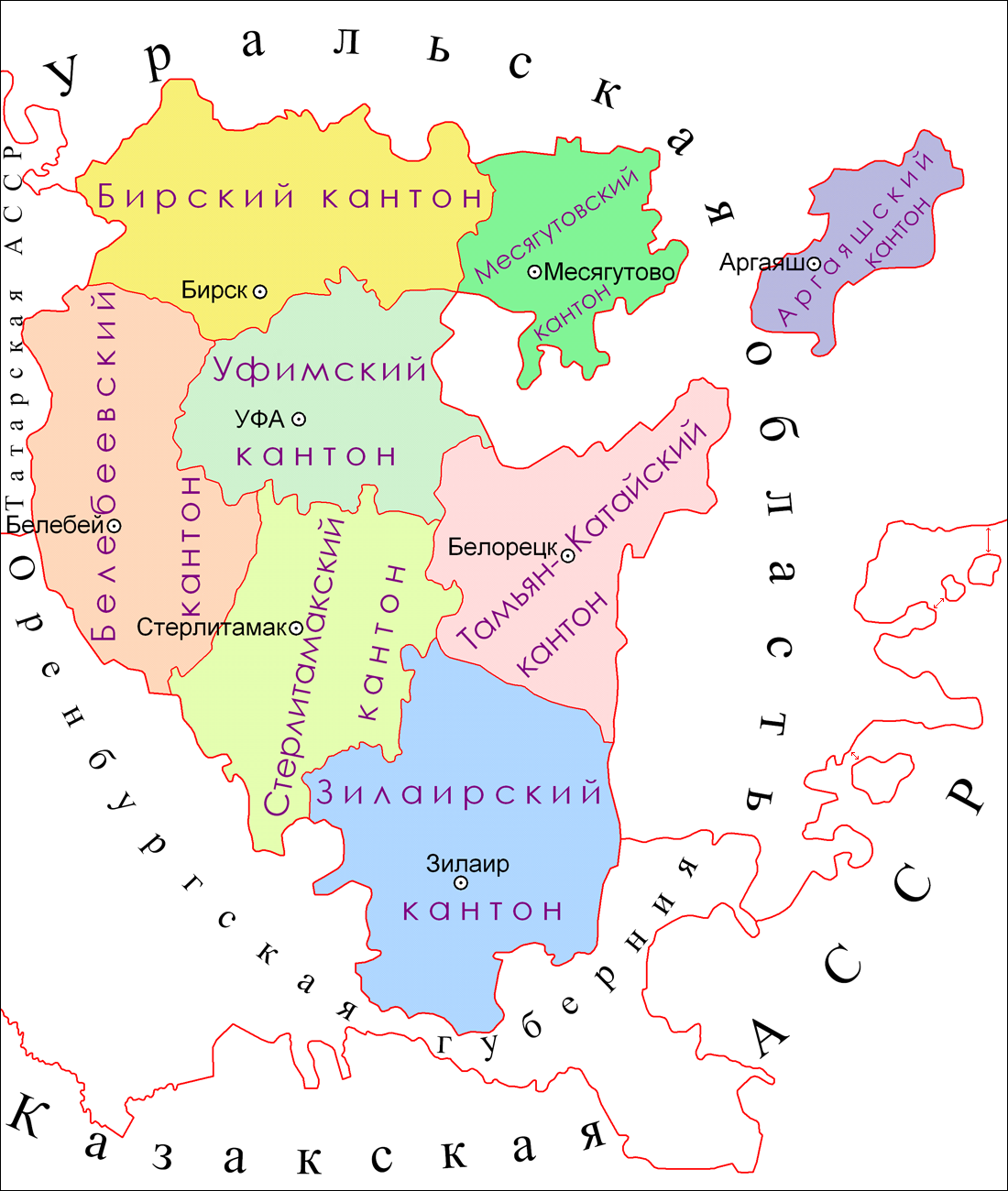
Кантоны «Большой Башкирии» в 1928 году

## Социально-экономическое положение
На территории РБ к началу Гражданской войны проживало около 1 220 тыс. человек. Основным занятием большинства населения Башкирии было сельское хозяйство. В окрестностях Уфы крестьяне занимались пригородным овощеводством, свиноводством, поставляли свою продукцию на рынки Уфы. Имеющиеся в республике залежи полезных ископаемых способствовали развитию металлургических предприятий.

Шагит Худайбердин

В республике проходил процесс национализации. В первую очередь национализировались военно-промышленные предприятия. Таких в Малой Башкирии и Уфимской губернии было 20 из 171 общероссийских предприятий. Война требовала принятия военно-мобилизационных мер, в качестве которых на принудительных работах в городах стал использоваться труд осуждённых. В сельских районах на полевых работах привлекали беженцев. К началу 1920 года милитаризация труда распространилась на все слои населения республики. Эти меры сопровождались ростом недовольства среди населения, забастовками, самовольными уходами рабочих и крестьян с принудительных работ, созданием полувоенных отрядов в лесах.
В аграрной области к ноябрю 1919 года в Башкирии была введена продразвёрстка. За 1919—1920 годы республика выполнила продразвёрстку на 19,3 % — последнее место на Урале. Причиной таких низких результатов являлся ущерб от Гражданской войны.
Мобилизация в национальные части Белого движения началась по распоряжению Башкирского правительства в июне 1918 года. Вопросами мобилизации занимался Штаб Башкирского войска. Башкирскому правительству удалось сформировать крупнейшие части из всех, формировавшихся национальными правительствами. За три месяца (июнь, июль, август 1918 г.) были созданы кавалерийский и пять пехотных башкирских полков, составившие две Башкирские пехотные дивизии Отдельного Башкирского корпуса. В командном составе частей преобладали башкирские офицеры (генерал-майор Х. Ишбулатов, подполковник Ш. Акчулпанов и др.), служившие ещё в царской армии. В воинских частях была введена должность полковых мулл.
Мобилизации в части Красной армии проходили 7 и 11 июня 1918 года. Были сформированы татаро-башкирская часть под командованием Ш. А. Худайбердина, отряд турецких военнопленных, марийский полк, латышский батальон. Здесь также была введена должность полковых мулл, в качестве политкомиссаров, обеспечивающих порядок и дисциплину в воинских частях.

## Военные действия

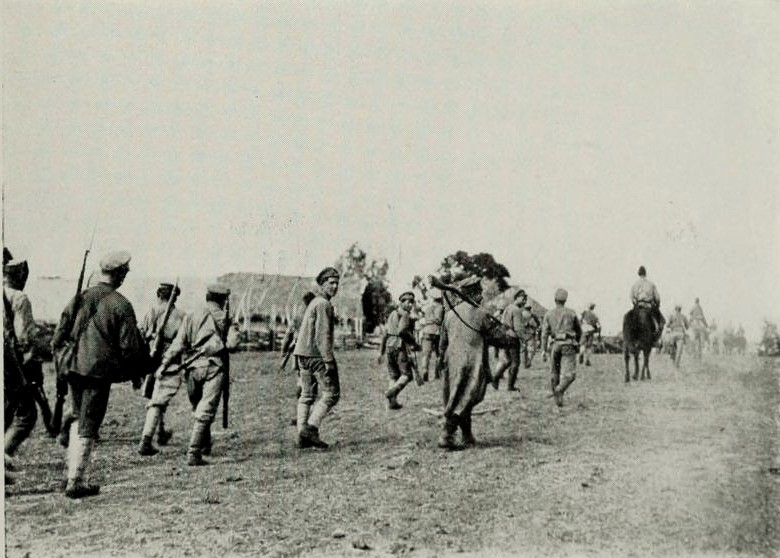
Колчаковские войска во время отступления. Июнь 1919. К северу от Уфы

Война на Южном Урале началась с заявления от 26 и 27 октября 1917 года комиссара Временного правительства по Оренбургской губернии Н. В. Архангельского и председателя Правительства Оренбургского казачьего войска полка А. И. Дутова о неподчинении власти ВЦИК и СНК в связи с незаконностью свержения Временного правительства в С. Петербурге. Был окружён Караван-Сарай с заседавшим в нём Оренбургским советом рабочих и солдатских депутатов. Члены совета были задержаны, часть из них бежала.
23 декабря 1917 года начались боевые действия против Оренбургского казачьего войска. В январе 1918 года дутовцы потерпели поражение у с. Каргала Оренбургского уезда, а позже был взят город Оренбург.
В марте казачьи и башкирские отряды предпринимали попытки отбить Оренбург, но к апрелю 1918 года они были вытеснены отрядами Блюхера в степи Тургайской области.
5 июля 1918 года части чехословацкого корпуса и Народной Армии заняли Уфу, а 8 июля у станции Миньяр соединились Челябинская и Волжская группы чехословаков. В восточной части Башкортостана оказались в окружении советских отряды под командованием В. К. Блюхера. З августа 1918 года отряды начали рейд по прорыву на север до соединения с Красной 3-й армией. В результате боёв войскам из 6000 человек удалось вырваться из окружения, за что Блюхер был награждён орденом Красного Знамени под № 1.
Летом 1918 года в Челябинске проходило формирование Башкирского войска. Сформированные войска совместно с казаками начали наступление и 3 июля взяли вновь Оренбург и часть Ташкентской железной дороги. В этих боевых действиях на стороне Советской власти участвовали войска под командованием Блюхера, И. Д. Каширина и Н. Д. Каширина. Против них действовали отряды казаков, крестьян, подразделения Чехословацкого корпуса и Башкирские войска. 25 июля войска 1 и 2 — го Башкирского пехотных полков взяли г. Екатеринбург, а войска 5 -го Башкирского пехотного и 1-й Башкирской кавалерийской дивизии воевали под Верхнеуральском, 1 и 4 Башкирские пехотные полки — под Орском.

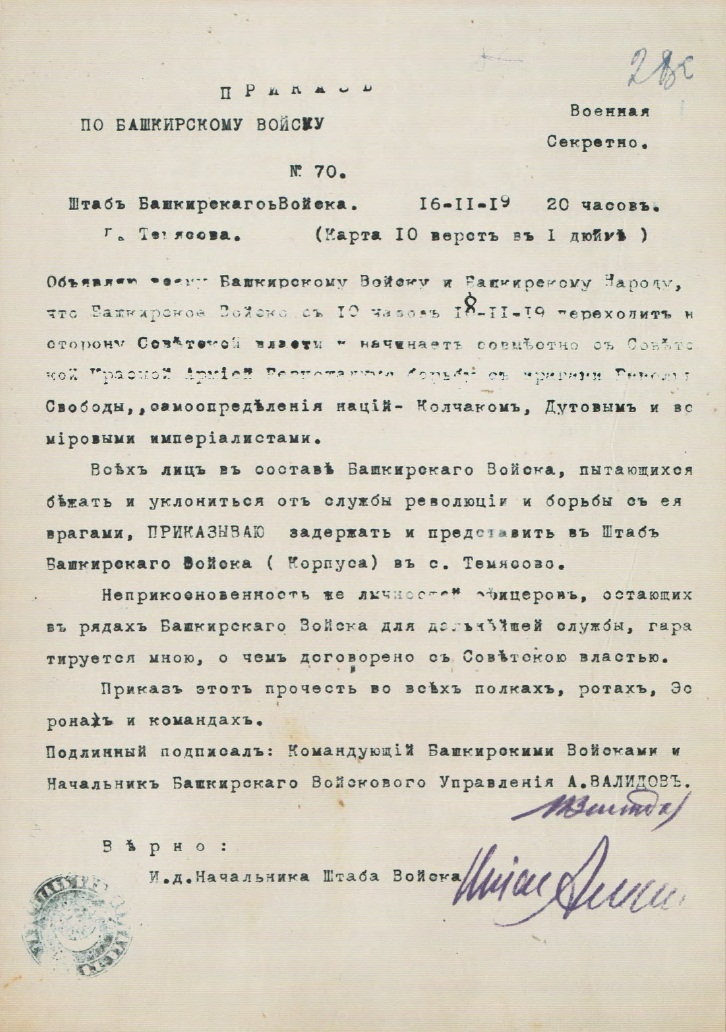
Приказ № 70 от 16.02.1919 о переходе Башкирского войска на сторону РККА

В Стерлитамаке в ночь на 28 сентября белогвардейцы вывезли из тюрьмы и на пятом километре по Уфимскому тракту расстреляли 26 человек. Среди них были председатель ревкома В. Я. Прозоровский, его жена комиссар просвещения, члены ревкома. На следующую ночь на берегу озера недалеко от деревни Ишеево была расстреляна ещё одна большая группа арестованных.
Осенью 1918 года частями Народной и Сибирской армий войска Красной армии были отброшены за Волгу, была перевезена в Уфу, а затем в г. Омск захваченная в Казани часть золотого запаса России.
Осенью 1918 года войска РККА перешли в наступление и заняли города Бугульма, Мензелинск, Бугуруслан, Белебей, Стерлитамак, Уфу, Бирск, Оренбург, Уральск, Орск.
4 декабря 1918 года после неудачной попытки ареста в Оренбурге Дутова Башкирское правительство было эвакуировано в Орский уезд и инициировало переговоры о переходе Башкирских войск на сторону Красной армии. «Соглашение центральной Советской власти с Башкирским правительством о Советской Автономной Башкирии» было подписано 20 марта 1919 года. На сторону красных перешло 6219 военных Башкирского войска. Часть из них (около 400 чел.), перешла обратно на сторону белых. Многих военных войска распустили по домам или передислоцировали в Оренбургскую область и в г. Саранск.
Переход Башкирское правительства на сторону Советской власти обусловлен тем, что после образования Временного всероссийского правительства и прихода к власти адмирала А. В. Колчака, как Верховного правителя, был взят курс на создание унитарного государства, не учитывающего интересы башкир.
К лету 1919 года в Башкортостане были сформированы Отдельная Башкирская кавалерийская дивизия, Башкирская отдельная стрелковая бригада. Отдельные части Русской армии переходили на сторону РККА. Сформированные соединения РККА в 1919 году в ходе Златоустовской и Челябинской операций отбросили части Русской армии в Сибирь и Туркестан, где и были разбиты.
После разгрома белогвардейцев на Южном Урале в Башкортостане борьба против Советской власти продолжалась и в 1920 году. Крупнейшим являлось восстание «Чёрный орёл» в феврале-марте 1920 года, направлено в первую очередь против продотрядов.
См. также: Крестьянское повстанческое движение в Башкортостане, Башкирское национальное движение, Башкирское войско (1917—1919), Башкирская группа войск, Уфимская операция, Вилочное восстание.

## Башкирские военные формирования
В ходе Гражданской войны формировались башкирские национальные части в составе как Белой, так и Красной армий. С июня 1918 по февраль 1919 года большая часть формирований воевала на стороне Белой армии, с июня 1919 года — на стороне РККА.

### 1-й башкирский стрелковый полк
1-й башкирский стрелковый полк был первой регулярной войсковой частью, созданной Башкирским правительством. Сформирован 13 июня 1918 года в Челябинске. В полку была введена новая система отличий в военной форме. В разное время входил в состав Первой уральской пехотной дивизии, Первой башкирской стрелковой дивизии, Второй башкирской стрелковой дивизии. Воевал против частей Красной армии на Орском, Екатеринбургском, Стерлитамакском, Актюбинском фронтах. Расформирован в 1919 году.
Командиры полка: поручик Х. Туймакаев, подполковник И. Якубовский, штабс-капитан С. Г. Ишмурзин, подполковник-мулла Х. Г. Габитов.

### Первая башкирская стрелковая дивизия
Первая башкирская стрелковая дивизия была сформирована 13 августа 1918 года в Верхнеуральском уезде и Челябинском уезде. Начальниками дивизии являлись: с августа 1918 года — подполковник Терегулов А. Х., и. о. с сентября 1918 года — Савельев, с ноября 1918 года — генерал-лейтенант Ишбулатов Х. И., генерал-майор Савич-Заболоцкий Г. А. (с кон. ноября 1918 года), с февраля 1919 года — штабс-капитан Ишмурзин А. Г.
В дивизию в разное время входили 2, 3 и 5 Башкирские стрелковые полки, 1 и 4 Башкирский стрелковые полки, 2 эскадрона 2-го Башкирского кавалерийского полка им. Идельбаева Г. С.. Дивизия в ноябре 1918 года переименовывалась в 10-ю дивизию, в декабре — в 9-ю Башкирскую стрелковую дивизию, затем опять Первую башкирскую стрелковую дивизию. Дивизия входила в состав Народной армии. Расформирована после перехода Башкирского правительства на сторону Советской власти.

### Вторая башкирская стрелковая дивизия
Вторая башкирская стрелковая дивизия была сформирована 13 августа 1918 года в Оренбурге. Начальниками дивизии в разное время были подполковник Емельянов А., поручик Набоков, штабс-капитан Габидуллин А.
Дивизия состояла из 1 и 4 Башкирского пехотного полка и входила в состав Народной армии. Расформирована в октябре 1918 года.

## Итоги
В ходе Гражданской войны в республике сменились органы государственной власти. В 1920 году в Стерлитамаке прошёл 1-й съезд Советов Башкирской АССР. На съезде Башревком был заменён постоянным высшим органом государственной власти — Центральным Исполнительным Комитетом Башкирской республики.
Гражданская война принесла в республику голод, разруху, материальный ущерб, гибель людей.
В Табынском, Тамьян-Катайском и Юрматынском кантонах Малой Башкирии уничтожено 650 деревень, в них разорено 7 тыс. крестьянских хозяйств. Около 157 тыс. человек лишились крова.
В одном только Белебеевском уезде Уфимской губернии разрушено около 1 тыс. хозяйств, 10 тыс. голов лошадей и скот были отобраны у жителей. Сократились посевные площади, с заводов и фабрик было вывезено или уничтожено оборудование, разрушены мосты, затоплены рудники.
В 1921—1922 годах начался голод. Результатом которого было сокращение населения Башкортостана на 650 тыс. человек. В этих условиях в республике началось восстановление народного хозяйства.
В 1922 году вошли в состав Башкирской автономной республики Уфимский, Бирский, Белебеевский уезды, часть Златоустовского уезда.

## Память

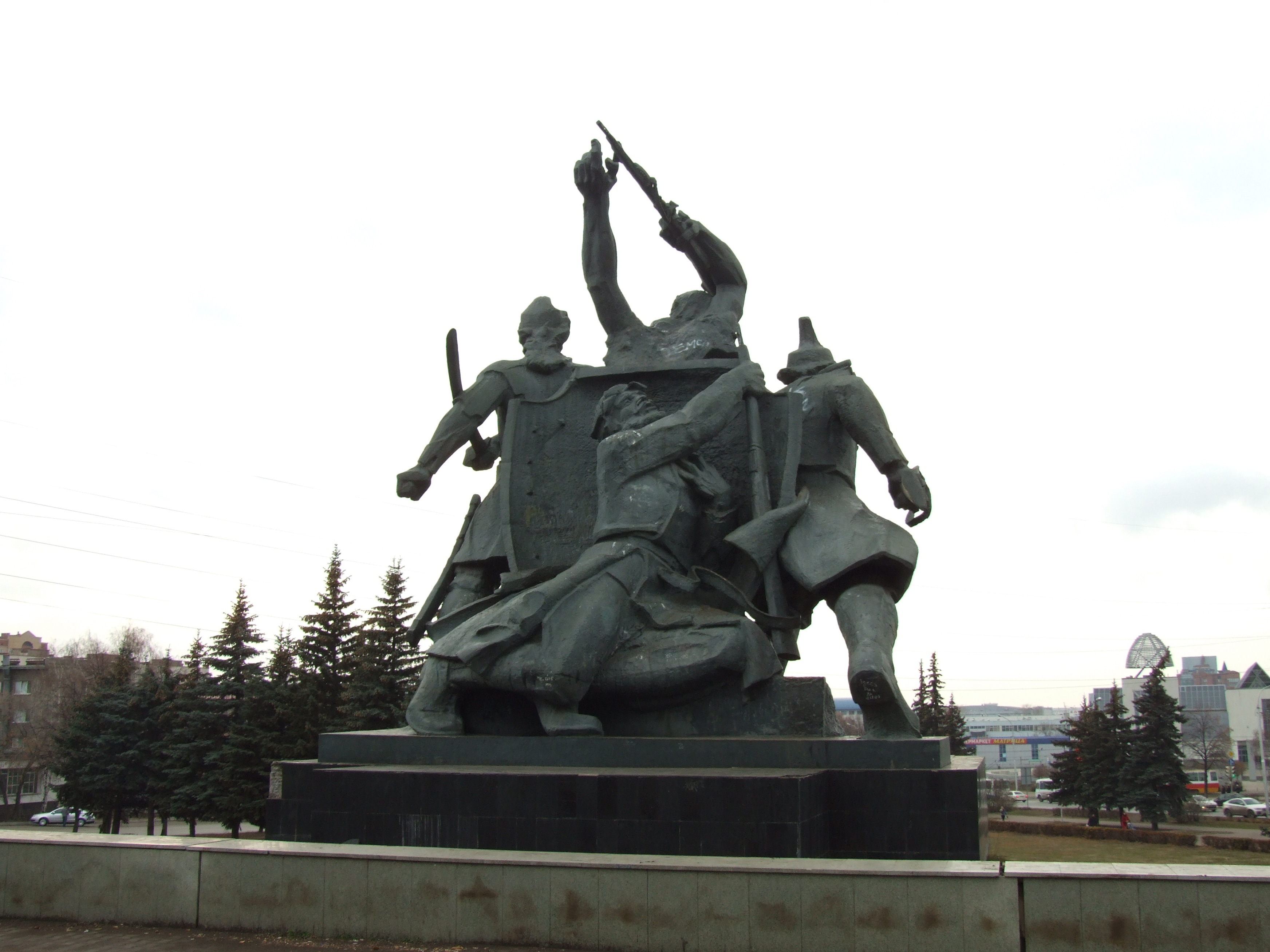
Уфа. Памятник героям Октябрьской революции и гражданской войны на улице 50 лет Октября

В память о деятелях Башкирского национального и революционного движений, участвующих в Гражданской войне, в РБ были названы улицы (пр. Валиди, ул. Блюхера, Шафиева) и площади башкирских городов, открыты музеи. В их честь установлены памятники и мемориальные доски.